# Comuna Șahvorostivka, Mirhorod
Șahvorostivka (în ucraineană Шахворостівка) este o comună în raionul Mirhorod, regiunea Poltava, Ucraina, formată din satele Derkaci, Liubivșciîna, Malînivka, Șahvorostivka (reședința) și Trudoliub.

## Demografie
Componența lingvistică a comunei Șahvorostivka
     Ucraineană (98,02%)
     Rusă (1,88%)
     Alte limbi (0,05%)
Conform recensământului din 2001, majoritatea populației comunei Șahvorostivka era vorbitoare de ucraineană (98,02%), existând în minoritate și vorbitori de rusă (1,88%).